# Petržalka
Petržalka (węg. Pozsonyligetfalu, Ligetfalu; niem. Engerau) – największa dzielnica mieszkaniowa Bratysławy. Leży na prawym brzegu Dunaju w powiecie Bratysława V. Liczy ponad 100 tys. mieszkańców.

## Historia
Pierwsza wzmianka pochodzi z 1225 – list królewski wspomina o osadzie zwanej Flantschendorf (Fl(u)ecendorf/Wlocendorf). W 1278 pojawia się nazwa Flezyndorph, natomiast po najeździe tatarskim spustoszoną okolicę zasiedlają koloniści z Niemiec. Właściwy początek współczesnej osadzie dała druga fala kolonizacji na przełomie średniowiecza i renesansu – wtedy pojawiła się po raz pierwszy niemiecka nazwa Engerau, występująca także jako Ungarau (w wolnym tłumaczeniu „węgierska wieś”). Węgierskie nazwy zaczęły występować dopiero w XIX wieku – w 1863 Ligetfalva, przekształcone później na Ligetfalu (stosowane także z przedrostkiem Pozsony-).
W latach 1774–1776 założono w Petržalce park na dotychczasowych terenach myśliwskich. Początkowo był w stylu barokowego klasycyzmu, jego dzisiejszy wygląd pochodzi z 1839 (zmiany przeszedł również w latach 70. XX wieku). Jest to jeden z najstarszych parków w Europie.
W 1809 stacjonowały na tym terenie wojska napoleońskie i ostrzeliwały Bratysławę.
W 1866 w Petržalce mieszkało 594 osoby w 105 domach. W okolicy dominowały sady, parki i inne tereny zielone. W 1891 miejscowość poprzez Most Franciszka Józefa (obecnie Stary Most) zyskała połączenie z Bratysławą i Szombathely, a tuż przed I wojną światową z Wiedniem dzięki Pressburger Bahn. Na początku XX wieku zaczęły w Petrzalce powstawać zakłady przemysłowe i fabryki.
W 1910 absolutną większość mieszkańców stanowili Niemcy – na 2947 mieszkańców było ich 1997, poza tym 495 Węgrów i 318 Słowaków. Mimo to po I wojnie światowej przyłączono ją do Czechosłowacji na mocy traktatu w Trianon ze względów gospodarczych, jako tzw. przyczółek bratysławski (mieszkańcy Bratysławy mieli tutaj swoje sady i ogrody). Wtedy zaczęto używać oficjalnie współczesnej nazwy słowackiej Petržalka (pojawiła się na początku XX wieku). W okresie międzywojennym przybyło do miejscowości bardzo dużo Słowaków i w 1921 Niemcy stanowili już tylko niewiele ponad połowę ludności, a w 1930 tylko 22% (13% było Węgrami). Ogólna liczba ludności wzrosła w tym czasie o kilkaset procent.
W latach 20. do Petržalki przyłączono fragment miejscowości Kittsee, wraz z jednym z dworców kolejowych (pod nazwą Kopčany).
W 1938 wraz z Devinem włączona po traktacie monachijskim w granice III Rzeszy; powodem miał być fakt, że przed I wojną światową i gwałtowną imigracją Słowaków w Petržalce przeważali Niemcy.

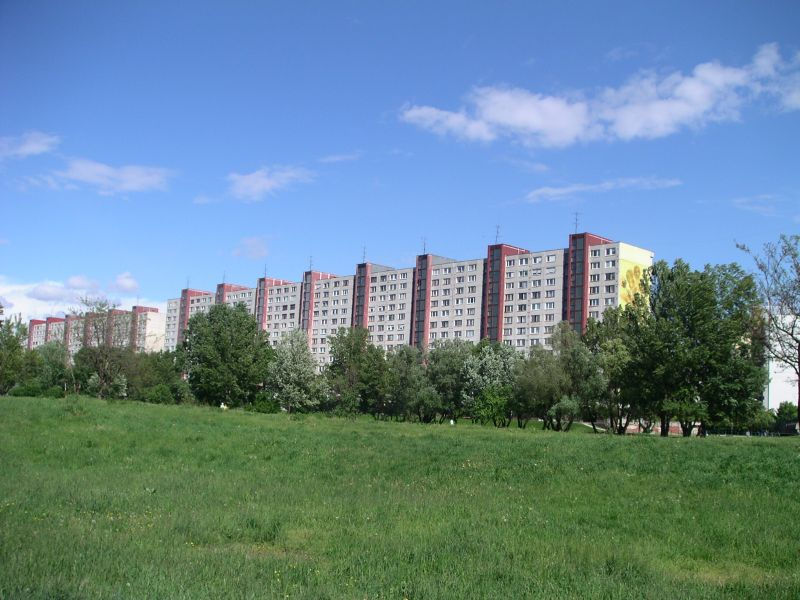
Typowa zabudowa dzielnicy

4 kwietnia 1945 Armia Czerwona zajęła Petržalkę i ta ponownie znalazła się w Czechosłowacji, a w 1946 stała się jedną z dzielnic Bratysławy.
W okresie powojennym Petržalka przeżyła rozwój budowlany – ponieważ miała pełnić rolę dzielnicy-„sypialni”, wybudowano liczne osiedla złożone z wielopiętrowych bloków (zwłaszcza od lat 70). Dzięki tym działaniom dzielnica stała się najludniejsza w mieście, ale również najbardziej niebezpieczna. Pod koniec okresu socjalistycznego planowano budowę metra (pierwszego na Słowacji) z Petržalki do centrum miasta, ale po zmianie systemu politycznego zabrakło pieniędzy na realizację tej koncepcji (powstało tylko kilka konstrukcji, m.in. pojedyncze tunele).

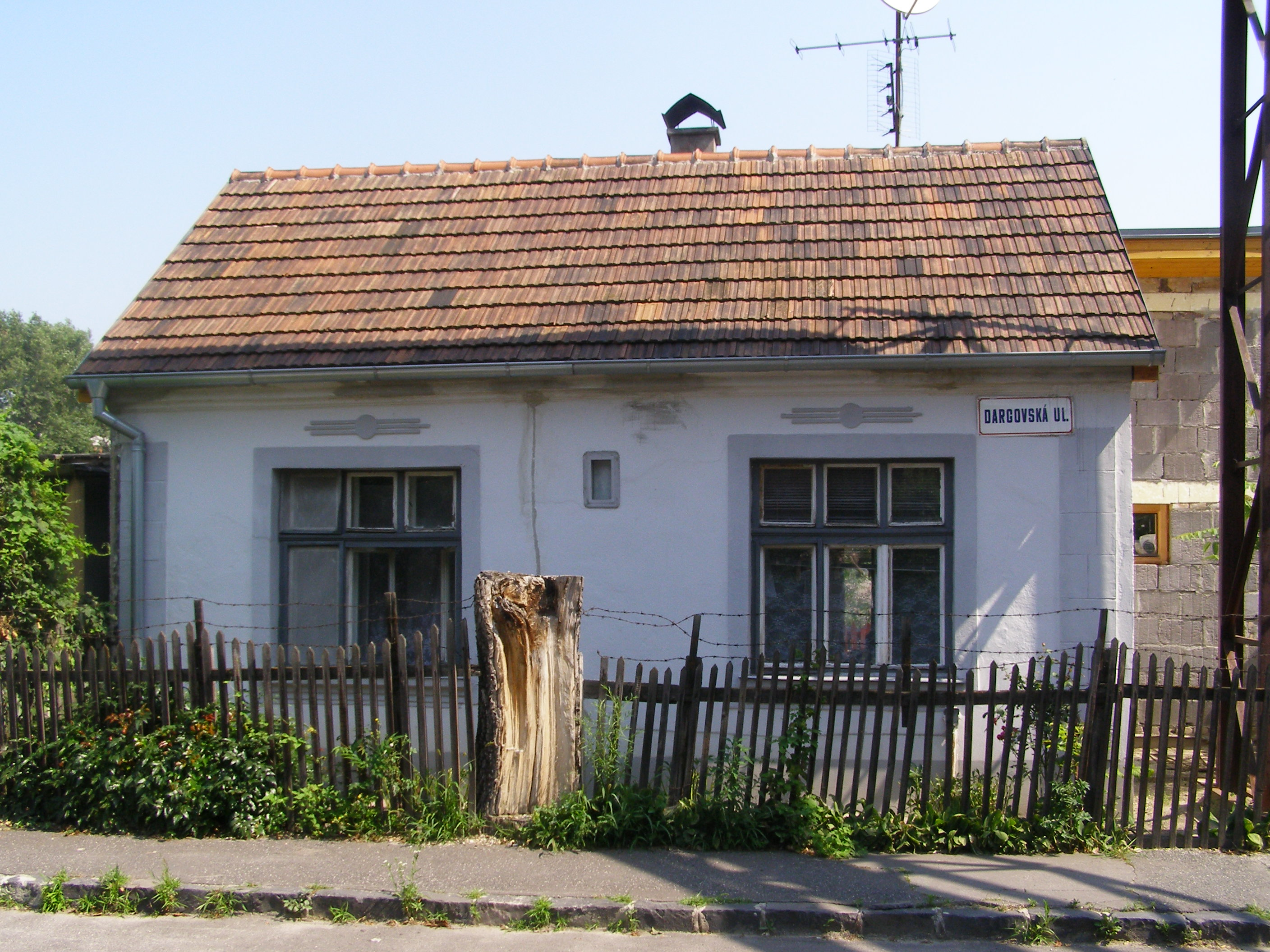
Rzadki przykład starej zabudowy

W ostatnich latach władze miasta robią dużo, aby zmienić niekorzystny wizerunek dzielnicy. Zrekonstruowano jeden z najstarszych miejskich teatrów „Arena”, powstało centrum handlowe „Aupark” i strefa handlowa „Danubia”, wzdłuż głównych ulic rosną konstrukcje biurowców (m.in. wielofunkcyjny kompleks „Wiena Gate”). Przez Petržalkę przebiega międzynarodowa trasa rowerowa z Austrii do Węgier (Dunajská cyklistická cesta).
W 2016 dzielnicę z centrum miasta połączył szybki tramwaj, którego trasa w najbliższych latach ma być przedłużona w głąb osiedla.

## Demografia
Według danych z dnia 31 grudnia 2011 dzielnicę zamieszkiwało 105 763 osób, w tym 55 564 kobiet i 50 199 mężczyzn.
W 2001 roku w dzielnicy mieszkało 117 227 mieszkańców. Pod względem narodowości i przynależności etnicznej 92,64% populacji stanowili Słowacy, 3,63% Węgrzy, 1,53% Czesi, a przedstawiciele pozostałych nacji poniżej 1%. 54,13% spośród mieszkańców wyznawało rzymskokatolicyzm, 5,02% protestantyzm, 0,71% grekokatolicy, 0,31% prawosławie, 0,06% husyci, 0,30% inne religie, zaś 33,24% nie identyfikowało się z żadnym wyznaniem. W dzielnicy znajdowało się 1518 domostw.

## Podział dzielnicy

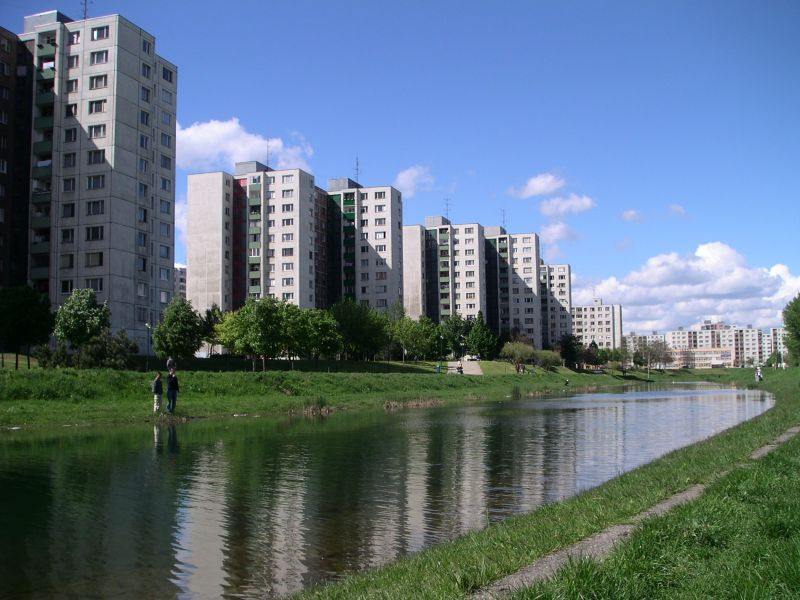
Wielopiętrowe bloki i kanał Chorvátske rameno

Petržalka dzieli się na trzy główne części:
- Dvory – dominują blokowiska,
- Lúky,
- Háje.

Nieoficjalnie (uwarunkowane podziałem historycznym) również na inne dzielnice:
- Ovsište (niem. Habern, węg. Zabos) – pierwotnie była w tych okolicach wyspa, majątek rodziny Pallfy. Na początku XX wieku założono niedużą osadę, która znajdowała się na pograniczu Petržalki i Prievozu (dawna nazwa dzielnicy Ružinov),
- Kopčany (niem. Kittsee) – dawniej część węgierskiej, a obecnie austriackiej wsi Kittsee,
- Zrkadlový háj (niem. Spiegelhaufen),
- Starý háj – częściowo jest to teren chronionego krajobrazu,
- Janíkov dvor (niem. Antonienhof) – położony w południowej części Petržalki, do 1947 teren graniczny. Tutaj miała znajdować się stacja techniczna planowanego bratysławskiego metra.
- Kapitulský dvor (niem. Flantschendorf) – jedna z najstarszych części Petržalki, w przeszłości była tutaj osada średniowieczna Flantschendorf (Fl(u)ecendorf/Wlocendorf). Znajduje się tutaj najstarszy czynny do dzisiaj cmentarz (założony w latach 20. XX wieku).

## Komunikacja

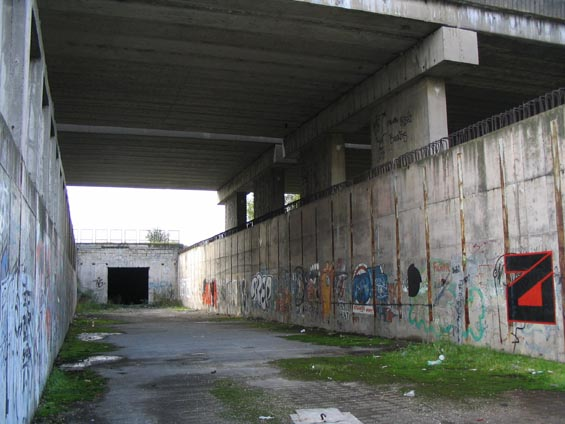
Pozostałości po niedokończonej stacji projektowanego metra

Petržalka stanowi węzeł komunikacyjny. Przebiegają przez nią autostrady D1 i D2 (trasy europejskie E58, E65 i E75) oraz linie kolejowe łączące Bratysławę z Budapesztem i z Wiedniem. Stacja kolejowa Bratislava Petržalka.
Na obszarze dzielnicy zlokalizowane było dawne słowacko-austriackie drogowe przejście graniczne Bratislava-Petržalka – Berg.

## Flora i fauna

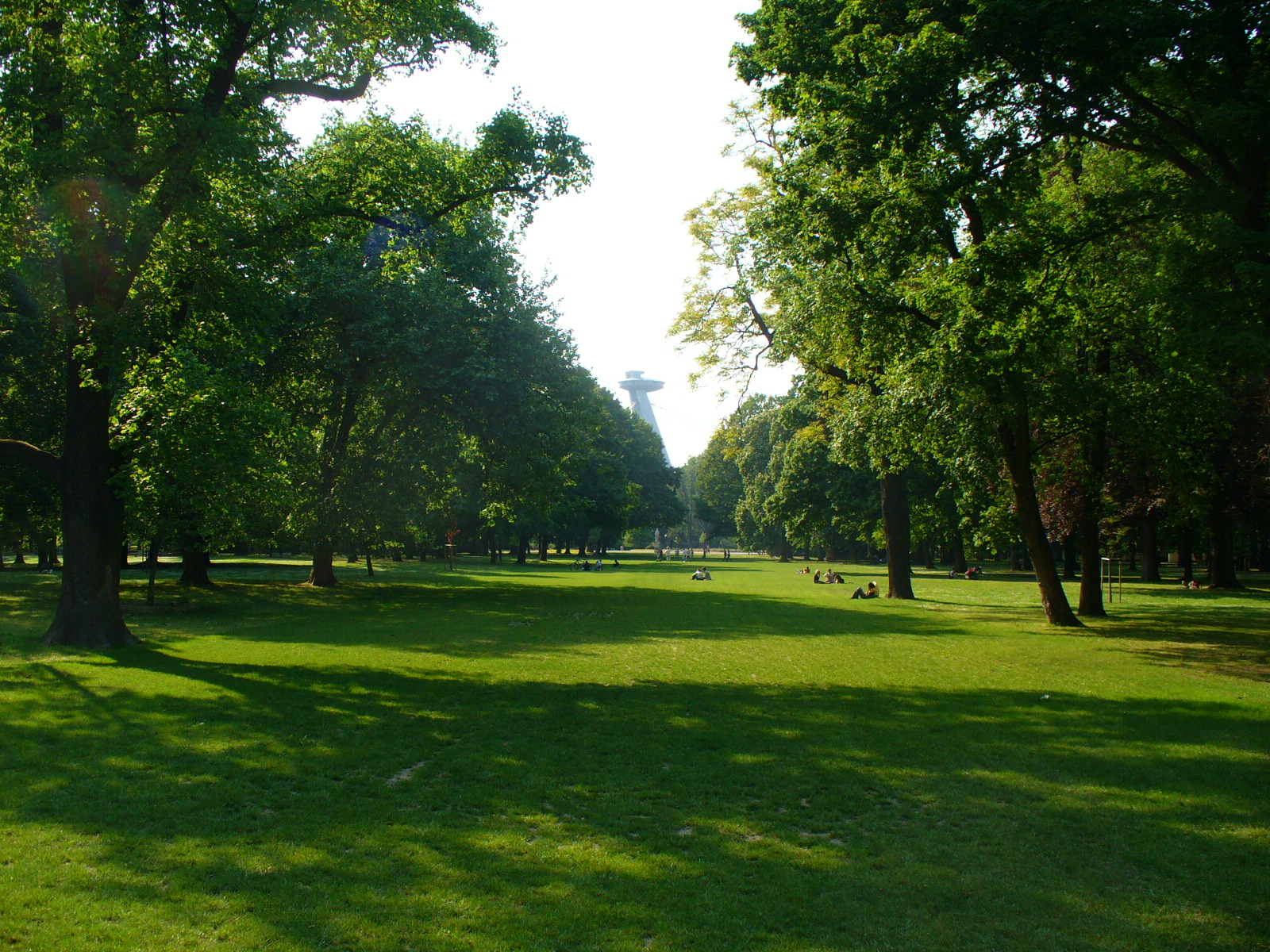
Sad Janka Kráľa

Mimo że sporą część dzielnicy zajmują osiedla betonowych bloków, w Petržalce jest też dużo zieleni – m.in. duży park Sad Janka Kráľa. Obszar leśny Starý háj jest terenem chronionym.
Na terenie Petržalki są także dwa jeziora – Veľký Draždiak i Malý Draždiak, a przez środek biegnie kanał Chorvátske rameno.

## Zabytki i atrakcje

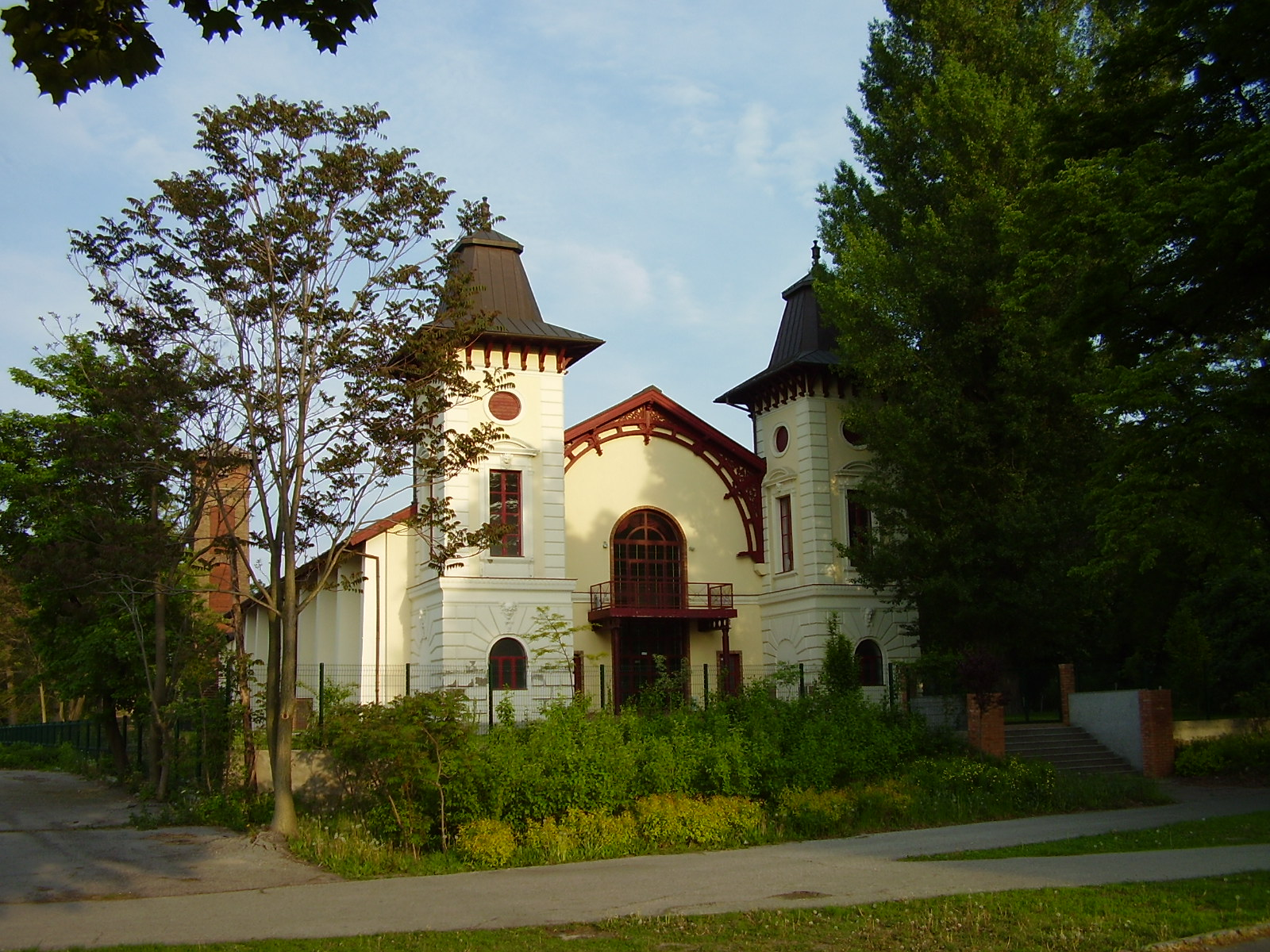
Teatr Arena

- gotycka wieża z kościoła franciszkańskiego na Starym Mieście. Powstała w XV wieku, w 1897 jej górną część przeniesiono do Sadu Janka Kráľa, gdzie służy jako altana,
- wieża wodna z początku XIX wieku, uznana za narodową pamiątkę kultury,
- teatr „Arena” z końca XIX wieku, odnowiony przed kilku laty, uznany za narodową pamiątkę kultury,
- charakterystyczny Nowy Most z restauracją w pylonie, nazywaną „Ufo”.

## Ludzie związani z Petržalką
- Schöner Náci